# Salonta
Salonta (in ungherese Nagyszalonta, in tedesco Großsalontha) è un municipio della Romania di 18 389 abitanti, ubicato nel distretto di Bihor, nella regione storica della Transilvania.
Salonta, la seconda città della contea dopo il capoluogo Oradea, è situata all'estremità occidentale della Romania, al confine con l'Ungheria.

## Storia
Le caratteristiche naturali favorirono insediamenti umani fin dai tempi preistorici; le prime notizie documentate sulla città sono invece contenute in un documento papale del 1332, dove viene nominata come socerdas de Ville Zalantha. La denominazione cambiò diverse volte nei secoli passati, finché in un documento del 1587 appare il nome Szalonta.
Fino al XVI secolo Salonta appartenne alla famiglia Toldi ed ebbe minima importanza nell'area, soprattutto a causa della sua vicinanza alla fortezza di Kölesér, all'epoca un importante centro politico ed economico; in quel periodo Salonta non contava più di 50 case e 250-300 abitanti.
Gli Ottomani distrussero sia Salonta che il castello di Kölesér nel 1598: quest'ultima non fu mai più ripopolata, mentre dopo qualche tempo Salonta venne ricostruita, perché molti di coloro che erano fuggiti di fronte ai Turchi tornarono e, inoltre, István Bocskai, principe di Transilvania, nell'intento di migliorare la difesa contro i Turchi, stanziò nella località 300 soldati con le loro famiglie. I soldati ottennero diversi privilegi e ampi terreni da coltivare. Con questa situazione, la popolazione crebbe rapidamente e Salonta divenne un importante centro commerciale, dopo che ottenne il cosiddetto diritto di mercato.
Dopo il definitivo ritiro dei Turchi, l'importanza difensiva della città andò scemando e nel 1700 i soldati vennero congedati, facendo perdere alla città i propri privilegi; tuttavia, la popolazione continuò a crescere, assieme alla sua importanza economica.

Un importante sviluppo ebbe l'artigianato, tanto che gli artigiani locali iniziarono ai primi del XIX secolo ad organizzarsi in corporazioni: nel 1820 venne fondata quella dei calzolai e nel 1836 quella dei conciatori. Alla fine del XIX secolo Salonta contava oltre 500 artigiani certificati ed iscritti nelle corporazioni.
Nel 1817 era intanto nato a Salonta János Arany, uno dei più grandi poeti ungheresi, che ebbe una parte importante anche nei moti rivoluzionari del 1849.
All'inizio del XX secolo si registrarono importanti progressi nella regione: vennero avviate bonifiche delle zone paludose, venne costruita la ferrovia e furono avviate le prime attività industriali, il che portò una forte immigrazione verso la città dalle aree rurali circostanti.
Dopo la prima guerra mondiale, quando la Transilvania venne integrata nella Romania, Salonta divenne un importante posto di confine tra la Romania e l'Ugnheria.

## Economia
Nell'epoca del comunismo, Salonta era un importante centro industriale, sede di aziende siderurgiche, mobilifici, industrie alimentari. La caduta del regime ha avuto come conseguenza il fallimento di numerose di queste aziende, che erano sostenute pesantemente da fondi pubblici: oggi Salorna rimane importante soprattutto per l'industria alimentare, in particolare per la produzione di salumi.

## Monumenti
Il monumento più importante della città è la Torre Ciunt, una costruzione medievale dichiarata monumento nazionale e che ospita un museo di memorie di János Arany.